# Misterios dolorosos
Los misterios dolorosos son un conjunto de los misterios del rosario, rezo tradicional católico. Después de los misterios gozosos del anuncio y la infancia de Jesucristo y de los misterios luminosos de su vida pública, los misterios dolorosos abordan la Pasión, desde la Oración en el Huerto hasta la Crucifixión. Tras estos vienen los misterios gloriosos, que comienzan con la Resurrección. 
Desde la institución de los misterios luminosos por Juan Pablo II, se reservan el martes y el viernes para recitar y meditar los misterios dolorosos.Se incluye la designación en latín entre paréntesis después del nombre de cada misterio.

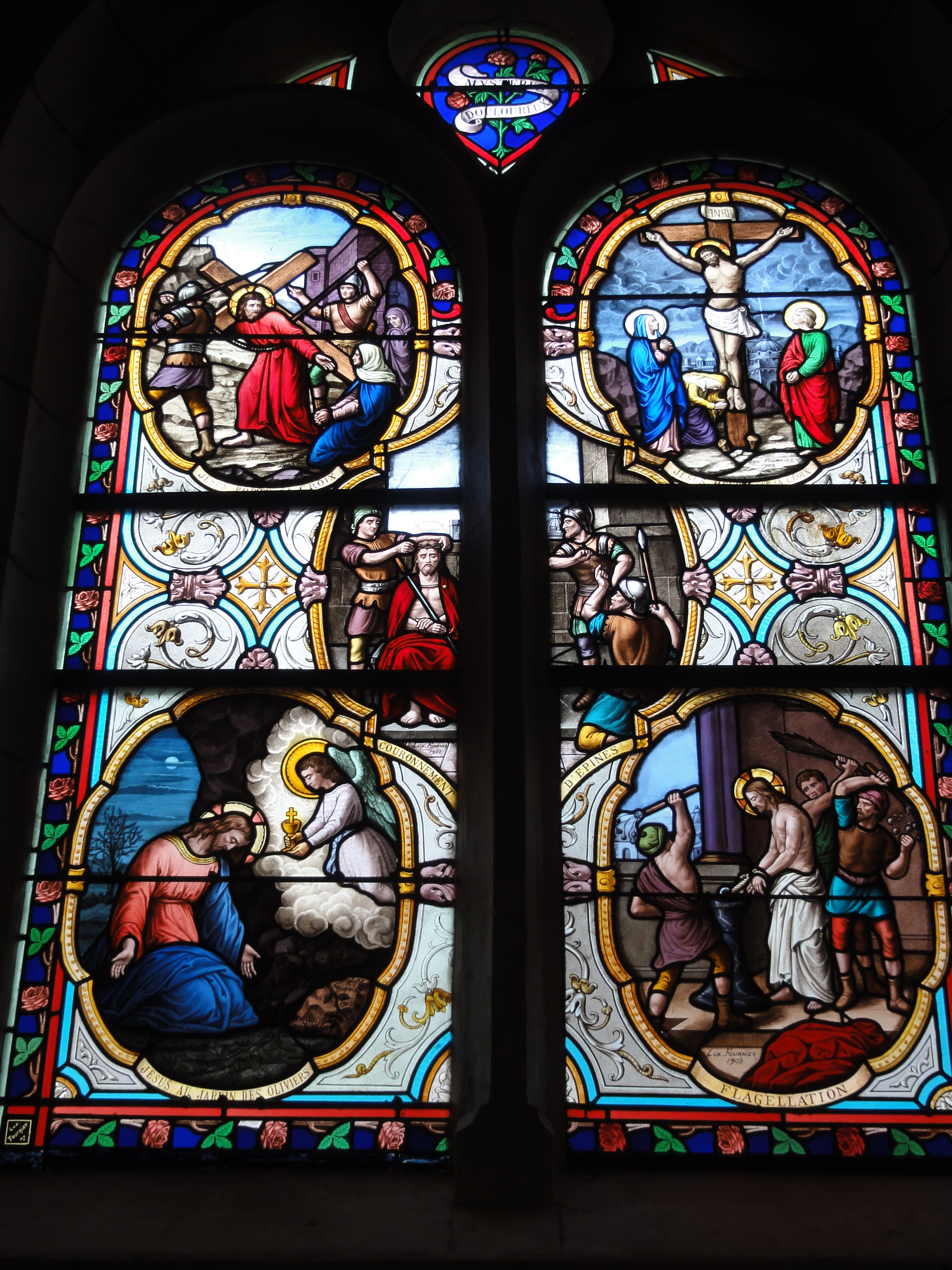
Vitral de los misterios dolorosos en Montlouis-sur-Loire, Francia.

## La Oración de Jesús en el Huerto

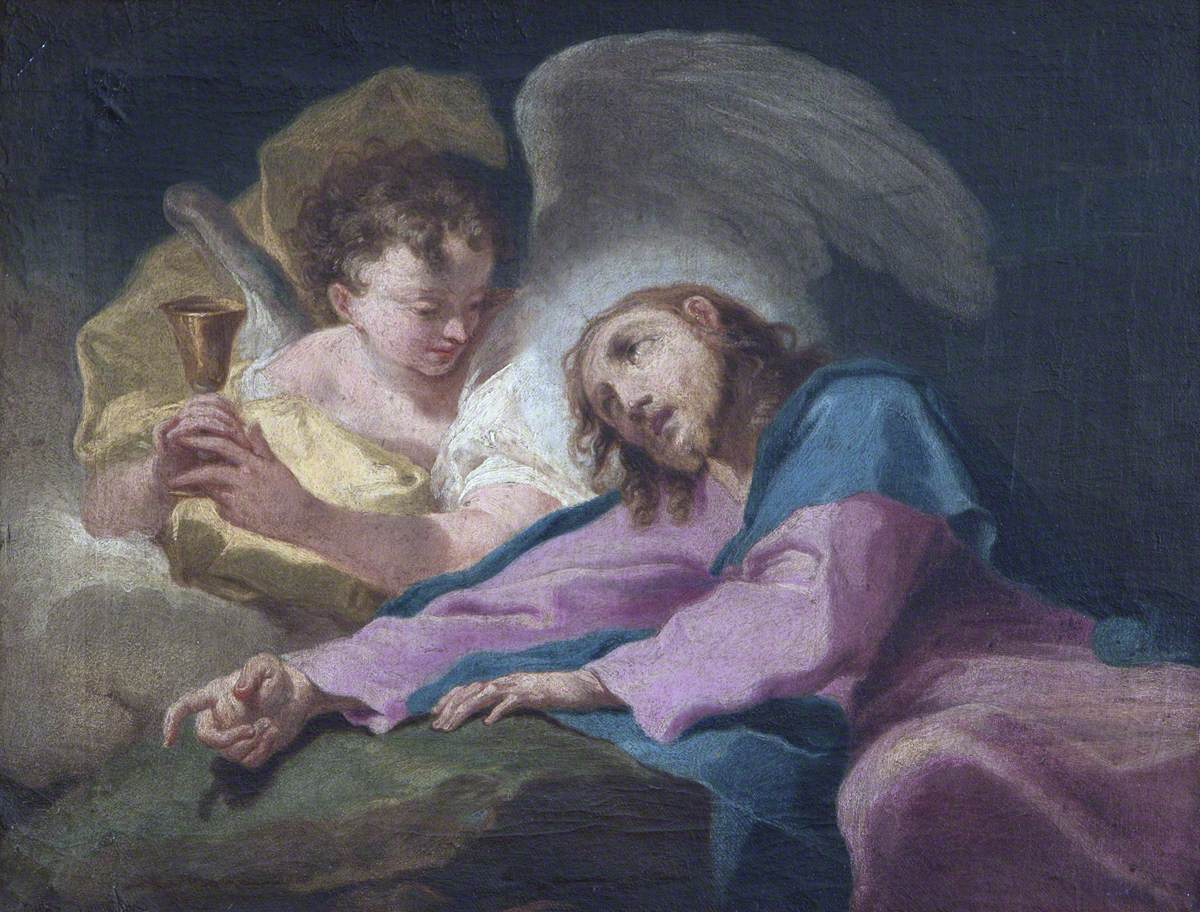
La Agonía en el huerto, anónimo del norte de Italia.

La oración en el Huerto, agonía de Jesús en Getsemaní (Agonia in Hortu)

### En los Evangelios

#### Según Mateo
"Entonces fue Jesús con ellos a una propiedad llamada Getsemaní, y dijo a los discípulos: «Sentaos aquí, mientras voy allá a orar.»  Tomó consigo a Pedro y a los dos hijos de Zebedeo, y comenzó a sentir tristeza y angustia. Entonces les dijo: «Mi alma está triste hasta el punto de morir; quedaos aquí y velad conmigo.» Él se adelantó un poco, cayó rostro en tierra, y suplicaba así: «Padre mío, si es posible, que pase de mí esta copa, pero no sea como yo quiero, sino como quieres tú.»  Volvió después donde los discípulos y los encontró dormidos. Dijo entonces a Pedro: « ¿Conque no habéis podido velar una hora conmigo? Velad y orad, para que no caigáis en tentación; que el espíritu está pronto, pero la carne es débil.» Y alejándose de nuevo, por segunda vez oró así: «Padre mío, si esta copa no puede pasar sin que yo la beba, hágase tu voluntad.» Volvió otra vez y los encontró dormidos, pues sus ojos estaban cargados. Los dejó y se fue a orar por tercera vez, repitiendo las mismas palabras. Volvió entonces donde los discípulos y les dijo: «Ahora ya podéis dormir y descansar. Sabed que ha llegado la hora en que el Hijo del hombre va a ser entregado en manos de pecadores. ¡Levantaos!, ¡Vámonos! Mirad, el que me va a entregar ya está cerca.»"

#### Según Marcos
"Fueron a una propiedad, llamada Getsemaní, y dijo a sus discípulos: «Sentaos aquí, mientras yo hago oración.» Tomó consigo a Pedro, Santiago y Juan, y comenzó a sentir pavor y angustia. Les dijo entonces: «Mi alma está triste hasta el punto de morir; quedaos aquí y velad.» Él se adelantó un poco, cayó en tierra y suplicaba que a ser posible pasara de él aquella hora. Decía: «¡Abba, Padre!, todo es posible para ti; aparta de mí esta copa, pero no sea lo que yo quiero, sino lo que quieres tú.» Volvió después y los encontró dormidos. Dijo entonces a Pedro: «Simón, ¿ya estás dormido?, ¿ni una hora has podido velar? Velad y orad, para que no caigáis en tentación; que el espíritu está pronto, pero la carne es débil.» Y alejándose de nuevo, oró diciendo las mismas palabras. Volvió otra vez y los encontró dormidos, pues sus ojos estaban cargados. Ellos no sabían qué contestarle. Volvió por tercera vez y les dijo: «Ahora ya podéis dormir y descansar. Basta ya. Llegó la hora. Sabed que el Hijo del hombre va a ser entregado en manos de los pecadores. ¡Levantaos! ¡Vámonos! Mirad, el que me va a entregar está cerca.»"

#### Según Lucas
"Salió y, como de costumbre, fue al monte de los Olivos. Los discípulos le siguieron. Llegado al lugar, les dijo: «Pedid que no caigáis en tentación.»
Se apartó de ellos como un tiro de piedra y, puesto de rodillas, oraba así: «Padre, si quieres, aparta de mí esta copa; pero no se haga mi voluntad, sino la tuya.» Entonces se le apareció un ángel venido del cielo que le confortaba. Y sumido en agonía, insistía más en su oración. Su sudor se hizo como gotas espesas de sangre que caían en tierra.
Levantándose de la oración, vino donde los discípulos y los encontró dormidos por la tristeza. Les dijo: « ¿Cómo es que estáis dormidos? Levantaos y orad para que no caigáis en tentación.»"

#### Según Juan
"Dicho esto, pasó Jesús con sus discípulos al otro lado del torrente Cedrón, donde había un huerto, en el que entraron él y sus discípulos."

### En el Catecismo de la Iglesia Católica
"Este combate y esta victoria sólo son posibles con la oración. Por medio de su oración, Jesús es vencedor del Tentador, desde el principio y en el último combate de su agonía." (CIC, 2849)

### Según los métodos montfortianos

#### Tercer método
"Te ofrecemos, Señor Jesús, esta sexta decena en honor de tu Agonía mortal en el Huerto de los Olivos. Y te pedimos, por este misterio y por intercesión de tu Santísima Madre, la contrición de nuestros pecados."
Dios te salve, María, llena eres de gracia, el señor es contigo, bendita tú eres entre todas las mujeres y bendito es el fruto de tu vientre, Jesús agonizante. Santa María, madre de Dios, ruega por nosotros pecadores ahora y en la hora de nuestra muerte.
"Gracias del misterio de la Agonía de Jesús, desciende a nuestras almas."

#### Cuarto método

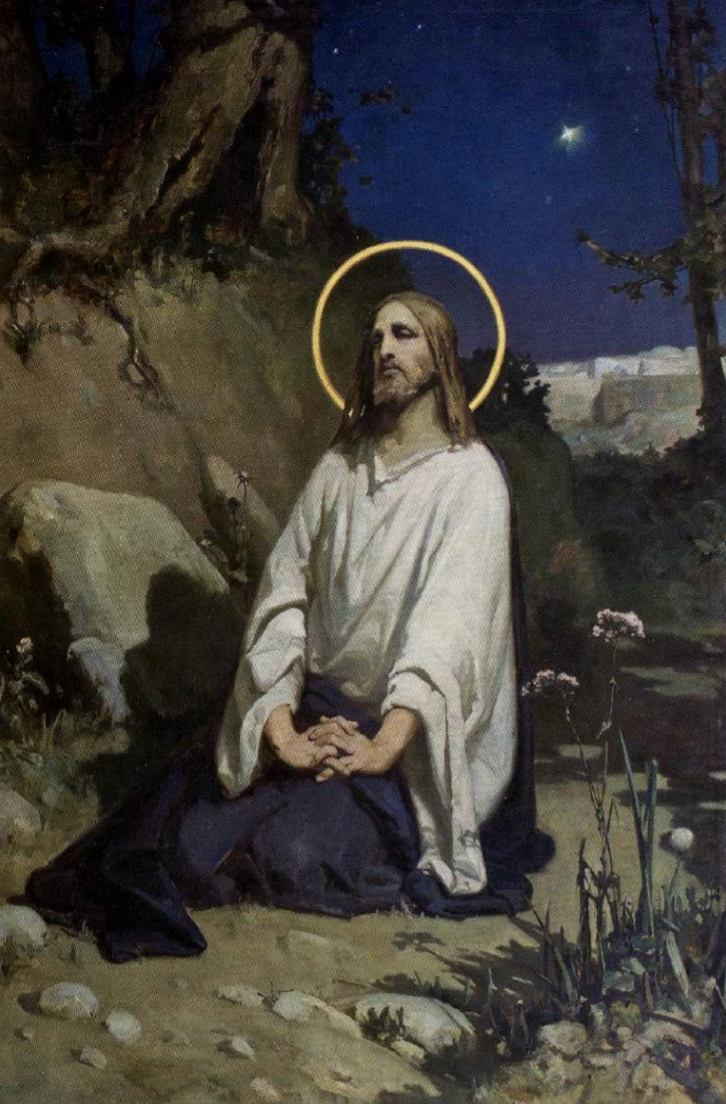
Agonía en el huerto, de Wilhelm Kotarbiński.

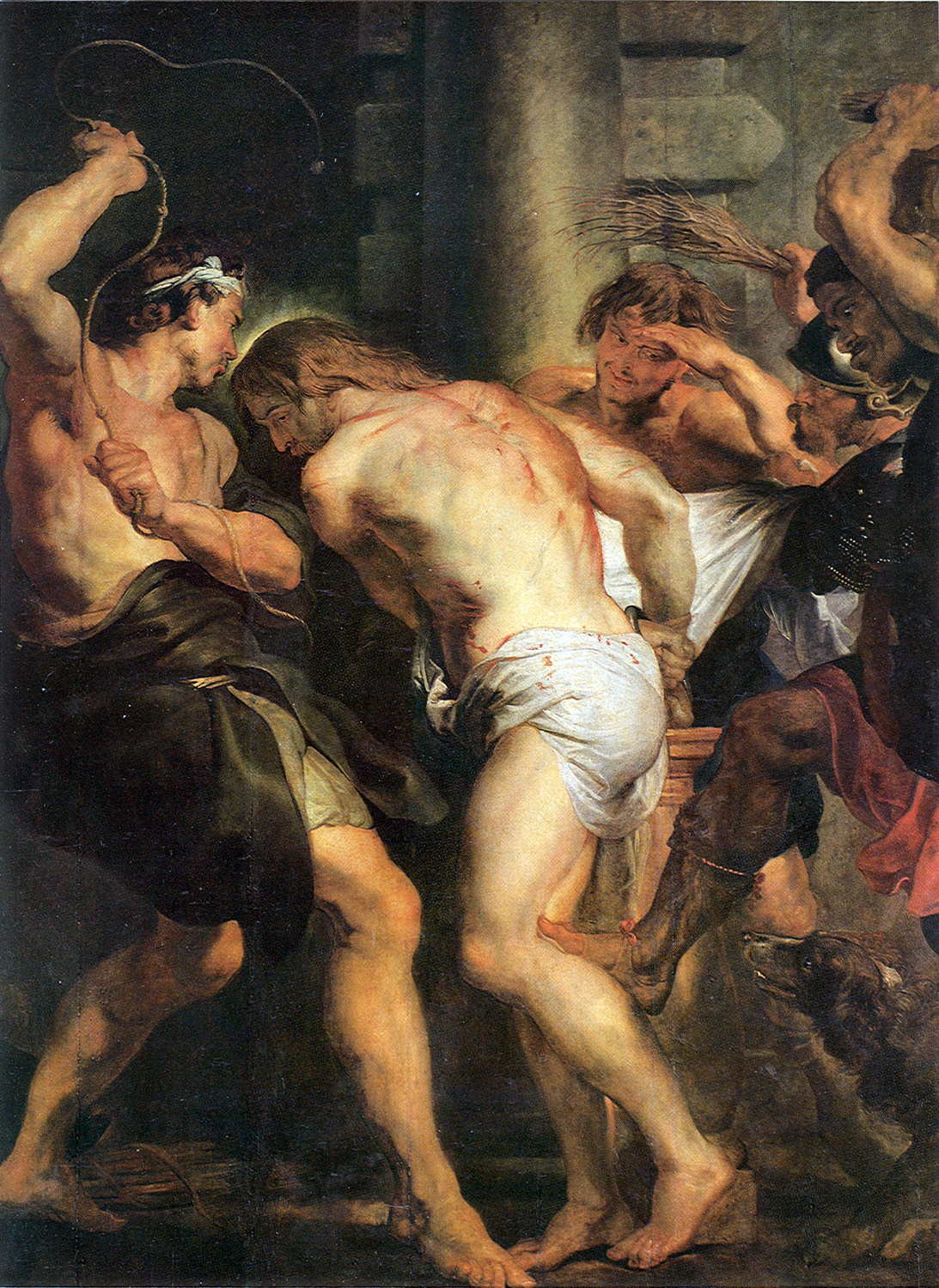
La flagelación de Cristo, de Piers Paul Rubens.

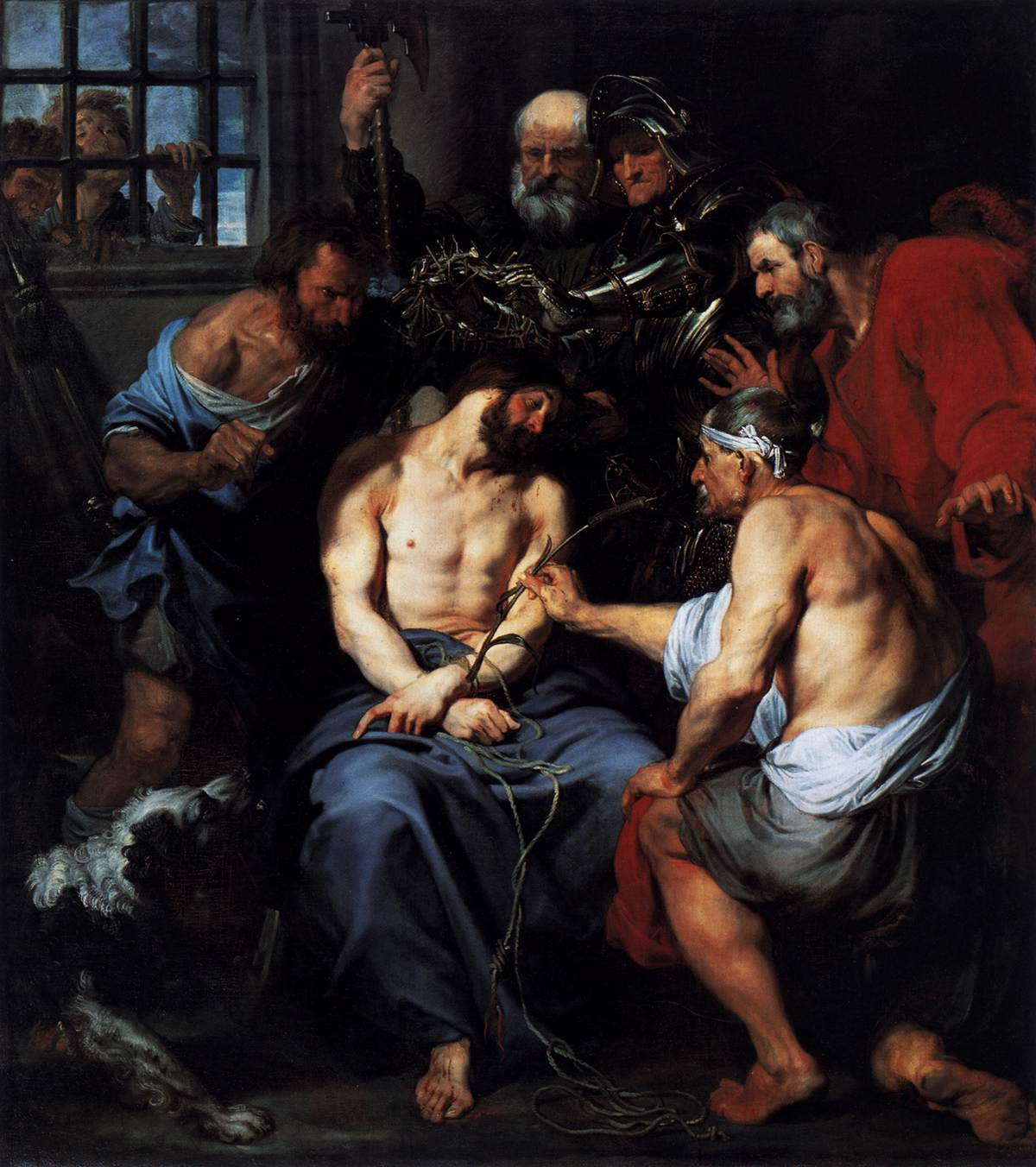
La coronación de espinas, de Anton van Dyck

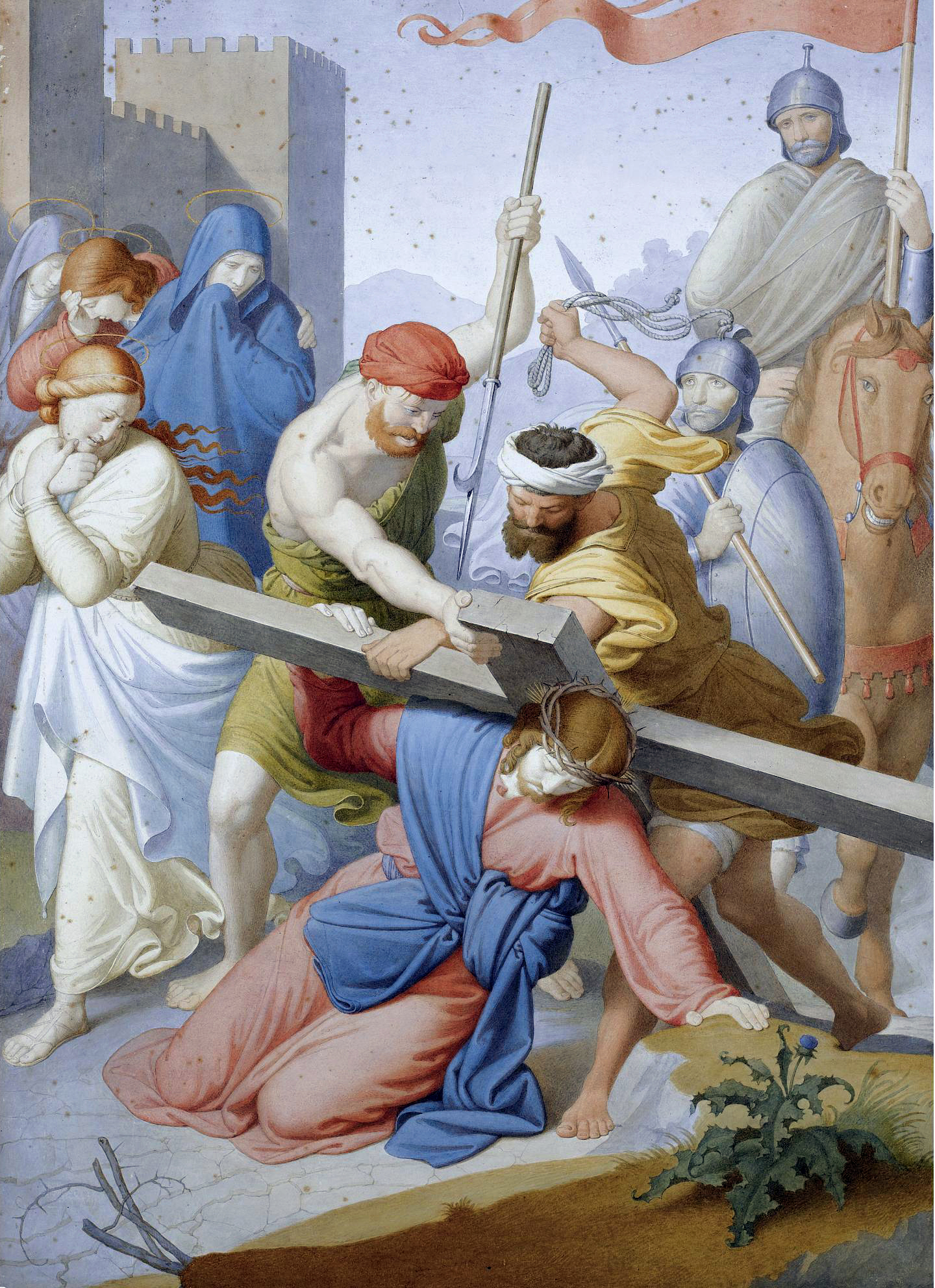
Séptima estación del Via Crucis, de Johann Friedrich Overbeck.

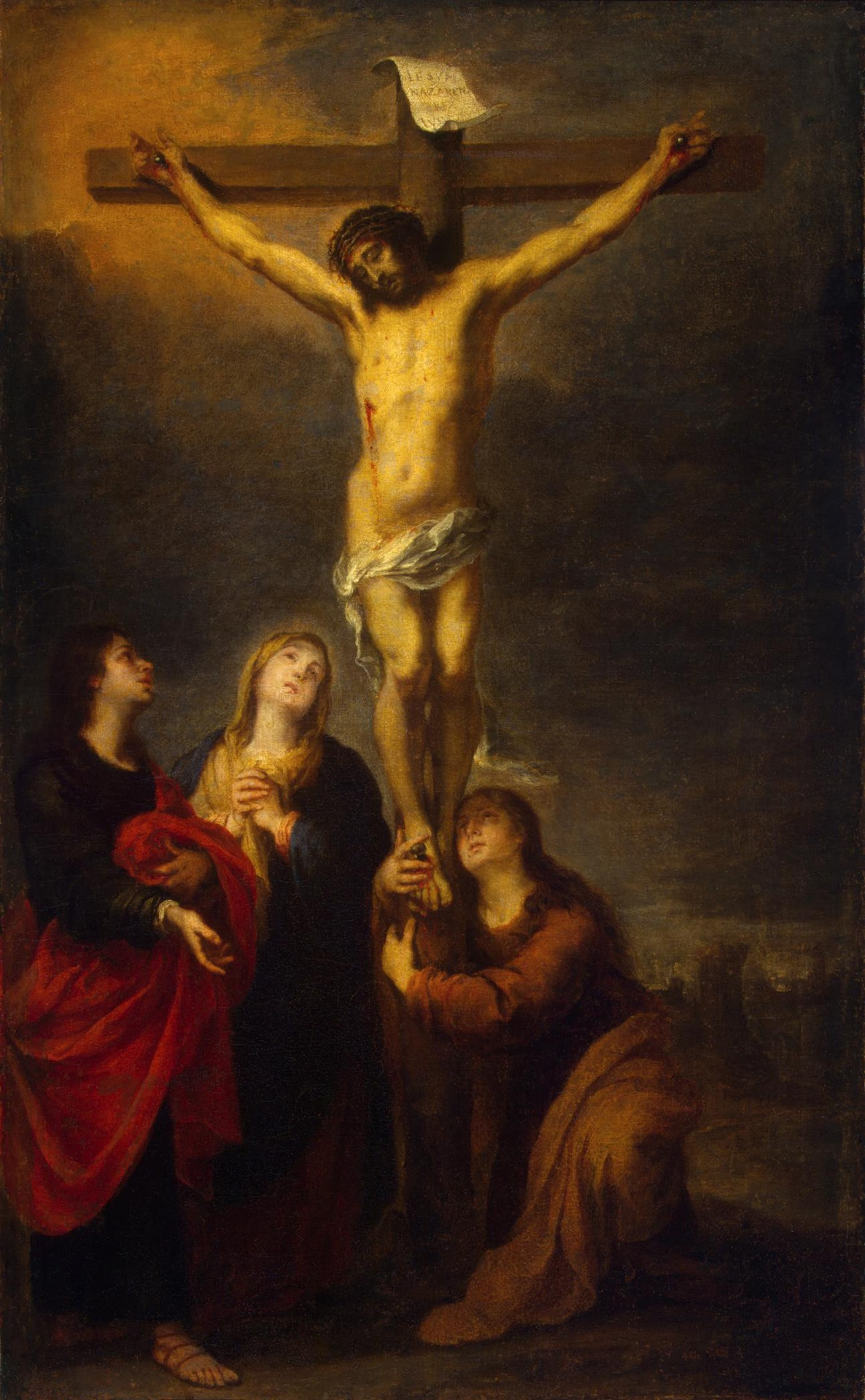
Crucifixión, de Bartolomé Esteban Murillo.

- Padrenuestro: Para honrar la felicidad esencial de Dios.
- 1a. Avemaría: Para honrar los divinos retiros que hizo Jesús durante su vida y especialmente el del Huerto de los Olivos.
- 2a. Avemaría: Para honrar su oración humilde y fervorosa durante la vida y en la víspera de la pasión.
- 3a. Avemaría: Para honrar la paciencia y dulzura con que siempre soportó a los Apóstoles, especialmente en el Huerto de los Olivos.
- 4a. Avemaría: Para honrar las angustias que amargaron su alma durante toda su vida, pero especialmente en el Huerto de los Olivos.
- 5a. Avemaría: Para honrar el sudor de sangre, causado por la angustia.
- 6a. Avemaría: Para honrar el consuelo que quiso recibir del ángel en la agonía.
- 7a. Avemaría: Para honrar su conformidad con la voluntad del Padre, no obstante la repugnancia de la naturaleza.
- 8a. Avemaría: Para honrar el valor con que salió al encuentro de sus enemigos y la fuerza de la palabra con la que los postró por tierra y los hizo levantar de nuevo.
- 9a. Avemaría: Para considerar la traición de Judas y la captura del Señor.
- 10a. Avemaría: Para recordar el abandono por parte de los Apóstoles.

#### Quinto método

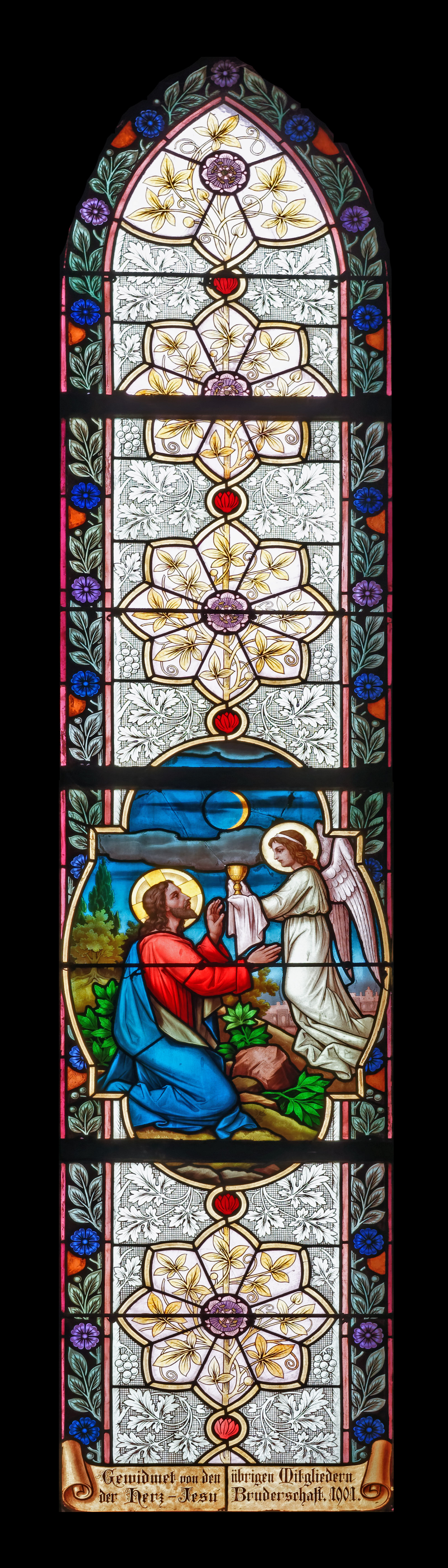
Vitral de la Agonía en la Iglesia de Großengersdorf en la Baja Austria.

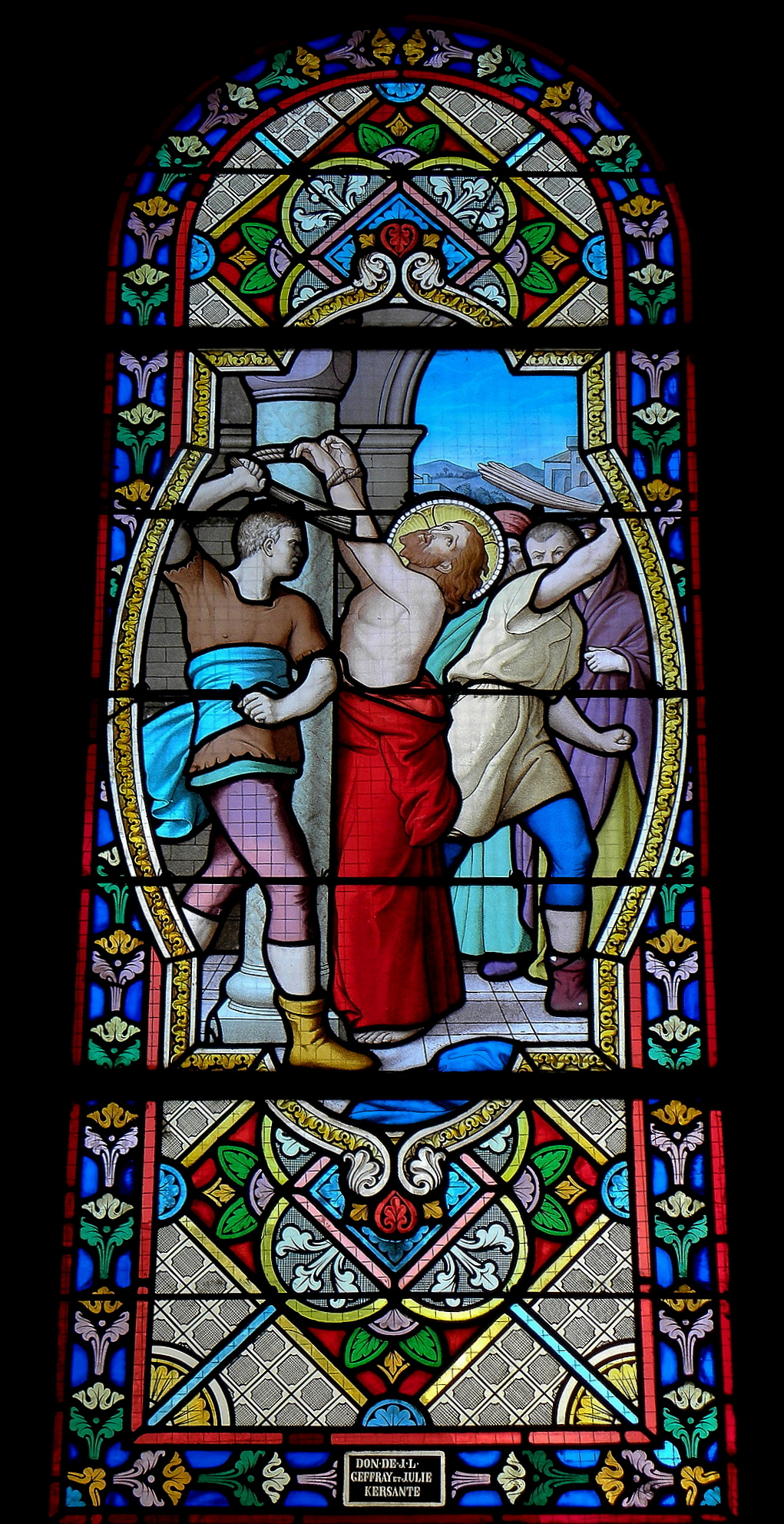
Vitral de la Flagelación en la Iglesia de San Pedro de Éréac.

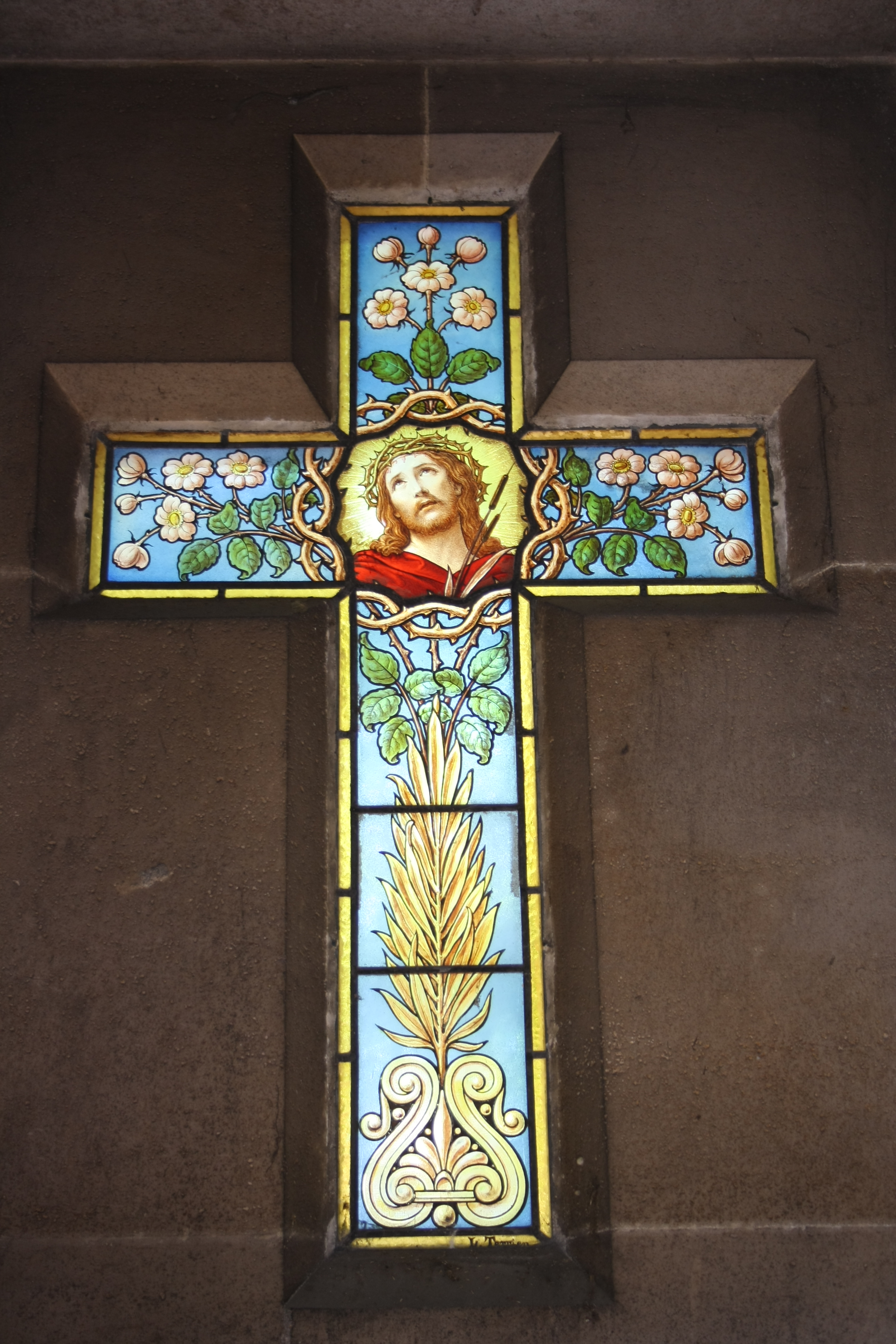
Vitral de Jesús coronado en el cementerio de Montparnasse de París.

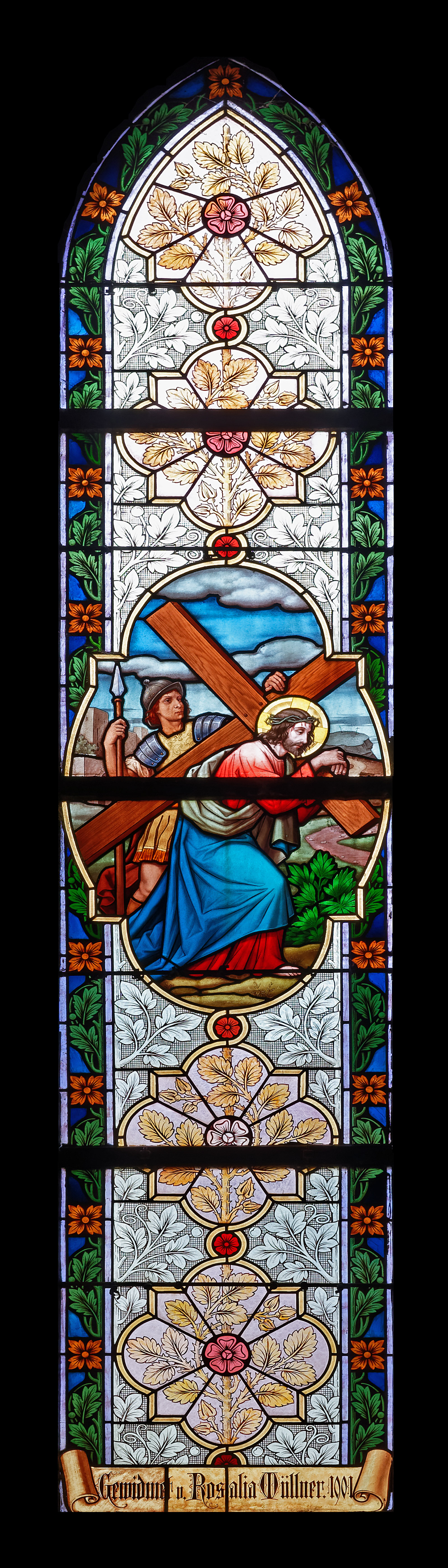
Vitral de Jesús con la Cruz en la Iglesia de Großengersdorf en la Baja Austria.

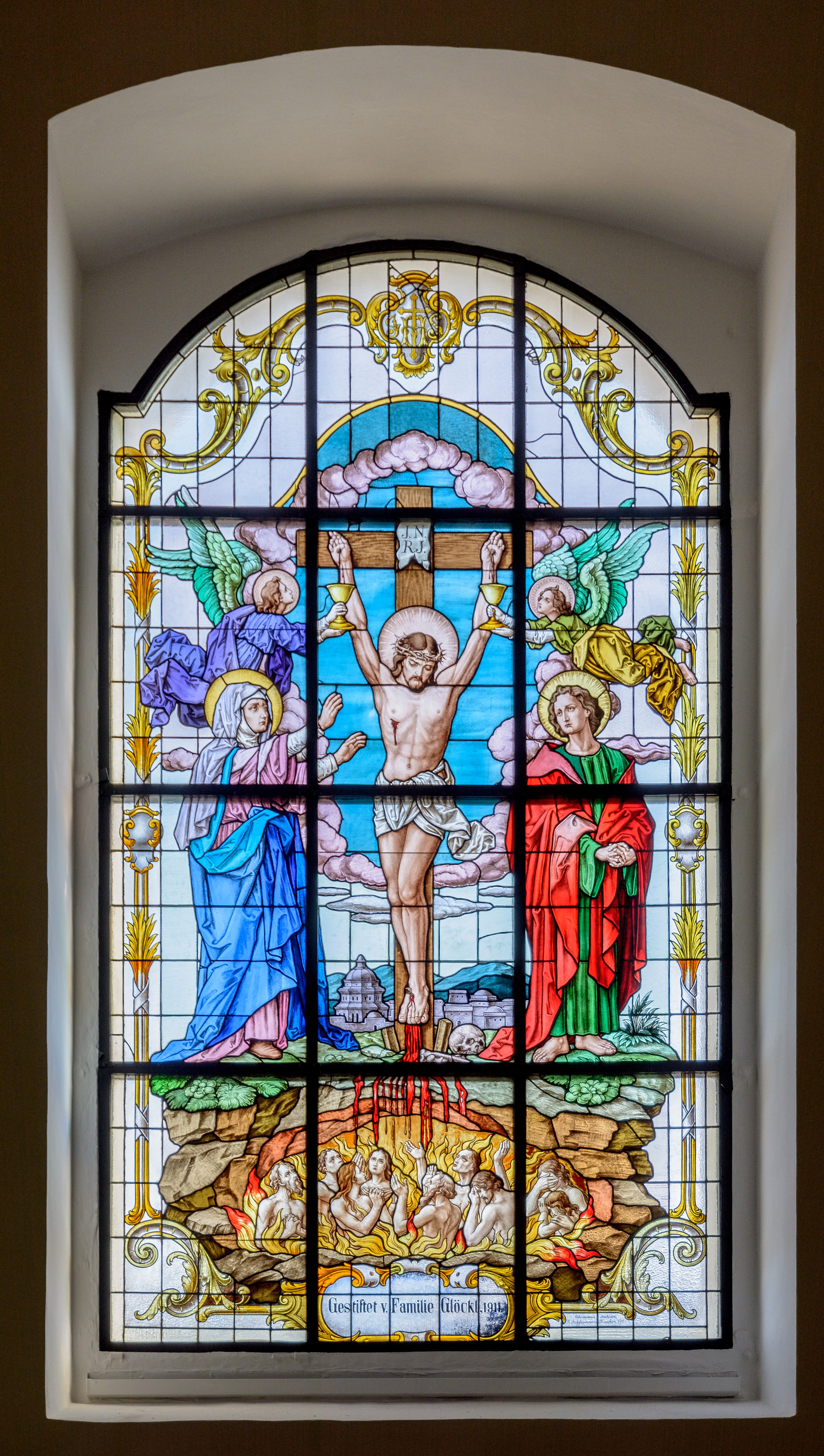
Vitral de la Crucifixión en Pöchlarn, Baja Austria.

- Padrenuestro: El Rosario es la síntesis maravillosa de los misterios de Jesús y de María, en los que se recuerda su vida, pasión y gloria.
- 1a. Avemaría: La desgracia y perdición de los hombres provienen de la ignorancia y olvido de los misterios de Jesucristo.
- 2a. Avemaría: El Rosario nos hace conocer y recordar los misterios de Jesús y de María para ponerlos en práctica.
- 3a. Avemaría: El anhelo más vivo de Jesucristo era y es que nos acordemos de Él; para ello instituyó la Santa Misa.
- 4a. Avemaría: Después de la Santa Misa, el Rosario es la acción y plegaria más santa que podamos realizar, porque es memorial y celebración de cuanto ha hecho y padecido por nosotros Jesucristo.
- 5a. Avemaría: El Rosario es la oración de los ángeles y de los santos en el cielo, ocupados como están en celebrar la vida, muerte y gloria de Jesucristo.
- 6a. Avemaría: Recitando el Rosario celebramos en un día o en una semana todos los misterios que la Iglesia celebra a través del año para la santificación de sus hijos.
- 7a. Avemaría: Quienes rezan el Santo Rosario todos los días participan en las acciones de los santos del cielo -como si estos fueran aún capaces de merecer- ya que los creyentes hacen en la tierra lo que realizan los santos en el cielo.
- 8a. Avemaría: Los misterios del Rosario son como espejos en los que los predestinados ven sus propios defectos y como antorchas que les guían por esta tierra de tinieblas.
- 9a. Avemaría: Son las fuentes de agua viva del Salvador a donde se acercan alegres los elegidos para sacar las aguas salvadoras de la gracia.
- 10a. Avemaría: Son las quince gradas del templo de Salomón y los quince escalones de la escala de Jacob, por donde bajan y suben los ángeles y los predestinados suben al cielo.

## La Flagelación

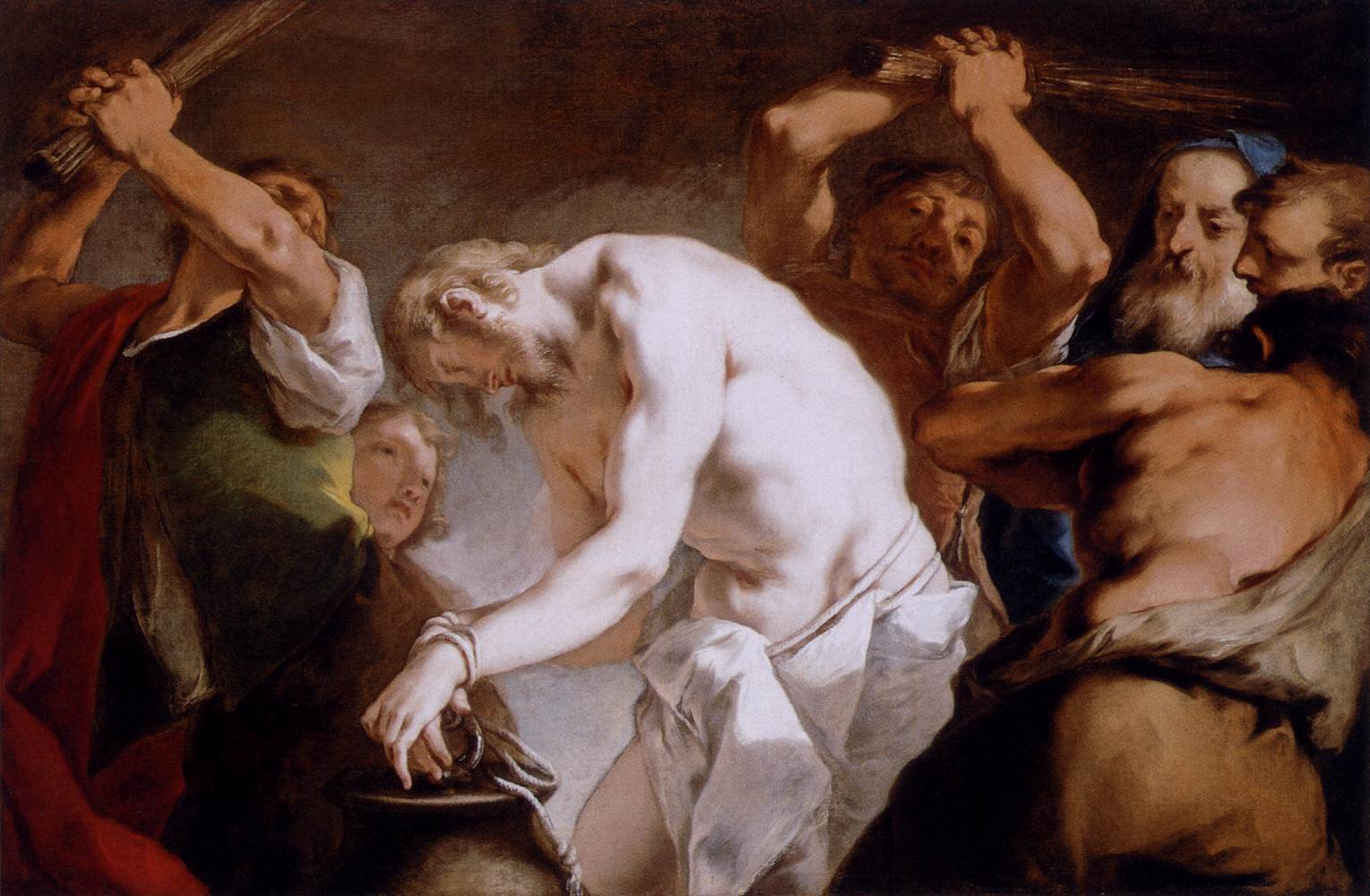
La Flagelación de Cristo, de Nicolò Grassi.

La flagelación de Jesús atado a la columna (Flagellatio)

### En los Evangelios

#### Según Mateo
"Y a Jesús, después de azotarle, se lo entregó para que fuera crucificado."

#### Según Marcos
"Y a Jesús, después de azotarle, lo entregó para que fuera crucificado."

#### Según Lucas
"«Pero ¿qué mal ha hecho éste? No encuentro en él ningún delito que merezca la muerte; así que le daré un escarmiento y lo soltaré.» Pero ellos insistían pidiendo a grandes voces que fuera crucificado, y arreciaban en sus gritos.
Pilato sentenció que se cumpliera su demanda. Soltó, pues, al que habían pedido, al que estaba en la cárcel por motín y asesinato, y a Jesús se lo entregó a su deseo."

#### Según Juan
"Pilato entonces tomó a Jesús y mandó azotarle."

### En el Catecismo de la Iglesia Católica
"Los padecimientos de Jesús han tomado una forma histórica concreta por el hecho de haber sido «reprobado por los ancianos, los sumos sacerdotes y los escribas» (Mc 8, 31), que lo «entregaron a los gentiles, para burlarse de él, azotarle y crucificarle» (Mt, 20, 19)" (CIC, 572)

### Según los métodos montfortianos

#### Tercer método
"Te ofrecemos, Señor Jesús, esta séptima decena en honor de tu flagelación sangrienta. Y te pedimos, por este misterio y por intercesión de tu Santísima Madre, la mortificación de nuestros sentidos."
Dios te salve, María, llena eres de gracia, el señor es contigo, bendita tú eres entre todas las mujeres y bendito es el fruto de tu vientre, Jesús azotado. Santa María, madre de Dios, ruega por nosotros pecadores ahora y en la hora de nuestra muerte.
"Gracias del misterio de la Flagelación, desciende a nuestras almas."

#### Cuarto método
- Padrenuestro: Para honrar la admirable paciencia de Dios.
- 1a. Avemaría: Para honrar las cadenas y cuerdas con que fue atado el Señor.
- 2a. Avemaría: Para recordar la bofetada que recibió en casa de Caifás.
- 3a. Avemaría: Para recordar la triple negación de Pedro.
- 4a. Avemaría: Para considerar las ignominias que padeció en el palacio de Pilatos al ser vestido con una túnica blanca.
- 5a. Avemaría: Para honrar a Jesús despojado de sus vestiduras.
- 6a. Avemaría: Para considerar los desprecios de que fue objeto de parte de sus verdugos.
- 7a. Avemaría: Para contemplar las varas espinosas y los crueles azotes con que le golpearon y desollaron.
- 8a. Avemaría: Para contemplar la columna a la cual fue atado.
- 9a. Avemaría: Para honrar la sangre derramada y las llagas abiertas en su cuerpo.
- 10a. Avemaría: Para honrar la caída en su propia sangre a causa de la debilidad.

#### Quinto método
- Padrenuestro: El Rosario es el árbol de vida que produce frutos maravillosos durante todo el año:
- 1a. Avemaría: El Rosario ilumina a los pecadores enceguecidos y endurecidos.
- 2a. Avemaría: Convierte a los herejes obstinados.
- 3a. Avemaría: Libra a los encarcelados.
- 4a. Avemaría: Cura a los incurables.
- 5a. Avemaría: Enriquece a los pobres.
- 6a. Avemaría: Fortalece a los débiles.
- 7a. Avemaría: Consuela a los afligidos y agonizantes.
- 8a. Avemaría: Reforma a los religiosos relajados.
- 9a. Avemaría: Detiene el azote de la cólera divina.
- 10a. Avemaría: Hace perfectos a los justos.

## La Coronación de Espinas

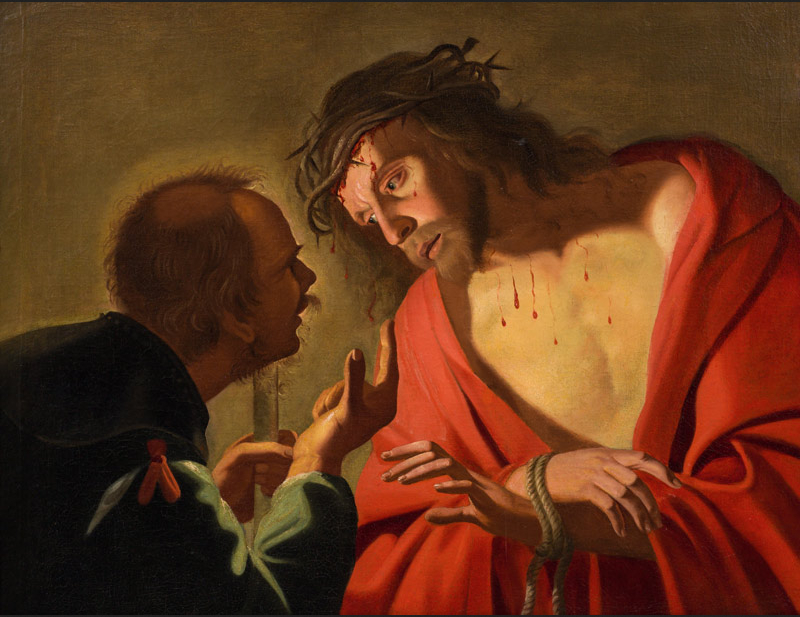
Jesús coronado de espinas, atribuido a Jan Janssens.

La imposición de una corona de espinas sobre la cabeza de Jesús (Coronatio Spinis)

### En los Evangelios

#### Según Mateo
"Entonces los soldados del procurador llevaron consigo a Jesús al pretorio y reunieron alrededor de él a toda la cohorte. Lo desnudaron y le echaron encima un manto de púrpura; trenzaron una corona de espinas y se la colocaron en la cabeza, y le pusieron en la mano derecha una caña; después, doblando la rodilla delante de él, le hacían burla, diciendo: «¡Salve, Rey de los judíos!»; y, tras escupirle, cogieron la caña y le golpeaban en la cabeza. Cuando se hubieron burlado de él, le quitaron el manto, le pusieron sus ropas y lo llevaron a crucificarlo."

#### Según Marcos
"Los soldados lo llevaron dentro del palacio, es decir, al pretorio, y llamaron a toda la cohorte. Lo vistieron de púrpura y, trenzando una corona de espinas, se la ciñeron. Después se pusieron a saludarle: «¡Salve, rey de los judíos!»; le golpeaban en la cabeza con una caña, le escupían y, doblando las rodillas, se postraban ante él. Cuando se hubieron burlado de él, le quitaron la púrpura, le pusieron sus ropas y lo sacaron fuera para crucificarlo."

### En el Catecismo de la Iglesia Católica
"El amor hasta el extremo es el que confiere su valor de redención y de reparación, de expiación y de satisfacción al sacrificio de Cristo. Nos ha conocido y amado a todos en la ofrenda de su vida" (CIC, 616)

### Según los métodos montfortianos

#### Tercer método
"Te ofrecemos, Señor Jesús, esta octava decena en honor de tu Coronación de espinas. Y te pedimos, por este misterio y por intercesión de tu Santísima Madre, el desprecio del mundo."
Dios te salve, María, llena eres de gracia, el señor es contigo, bendita tú eres entre todas las mujeres y bendito es el fruto de tu vientre, Jesús coronado de espinas. Santa María, madre de Dios, ruega por nosotros pecadores ahora y en la hora de nuestra muerte.
"Gracias del misterio de la Coronación de espinas, desciende a nuestras almas."

#### Cuarto método
- Padrenuestro: Para honrar la belleza inefable de Dios.
- 1a. Avemaría: Para honrar el haber sido despojado Jesús por tercera vez de sus vestiduras.
- 2a. Avemaría: Para contemplar el velo con que le vendaron los ojos.
- 3a. Avemaría: Para honrar la corona de espinas.
- 4a. Avemaría: Para considerar las bofetadas y esputos de que cubrieron su rostro.
- 5a. Avemaría: Para contemplar el manto púrpura que pusieron sobre sus hombros.
- 6a. Avemaría: Para contemplar la caña que pusieron en su mano.
- 7a. Avemaría: Para contemplar la piedra dura y filuda sobre la cual lo hicieron sentar.
- 8a. Avemaría: Para considerar los ultrajes e insultos que le infirieron.
- 9a. Avemaría: Para honrar la sangre que brotaba de su cabeza adorable.
- 10a. Avemaría: Para honrar los cabellos y barbas que le arrancaron.

#### Quinto método
- Padrenuestro: El Rosario es una práctica autorizada por Dios con multitud de milagros:
- 1a. Avemaría: Milagros para la conversión de los pecadores.
- 2a. Avemaría: Para la conversión de los herejes.
- 3a. Avemaría: Para la curación de toda clase de enfermedades.
- 4a. Avemaría: Para los agonizantes.
- 5a. Avemaría: Para la santificación de las personas piadosas.
- 6a. Avemaría: Para la liberación de las almas del Purgatorio.
- 7a. Avemaría: Para la aceptación en la cofradía.
- 8a. Avemaría: Para la procesión del Santo Rosario y el aceite de la lámpara del Rosario.
- 9a. Avemaría: Para su devota recitación.
- 10a. Avemaría: Para llevarlo consigo devotamente.

## Jesús con la Cruz a cuestas

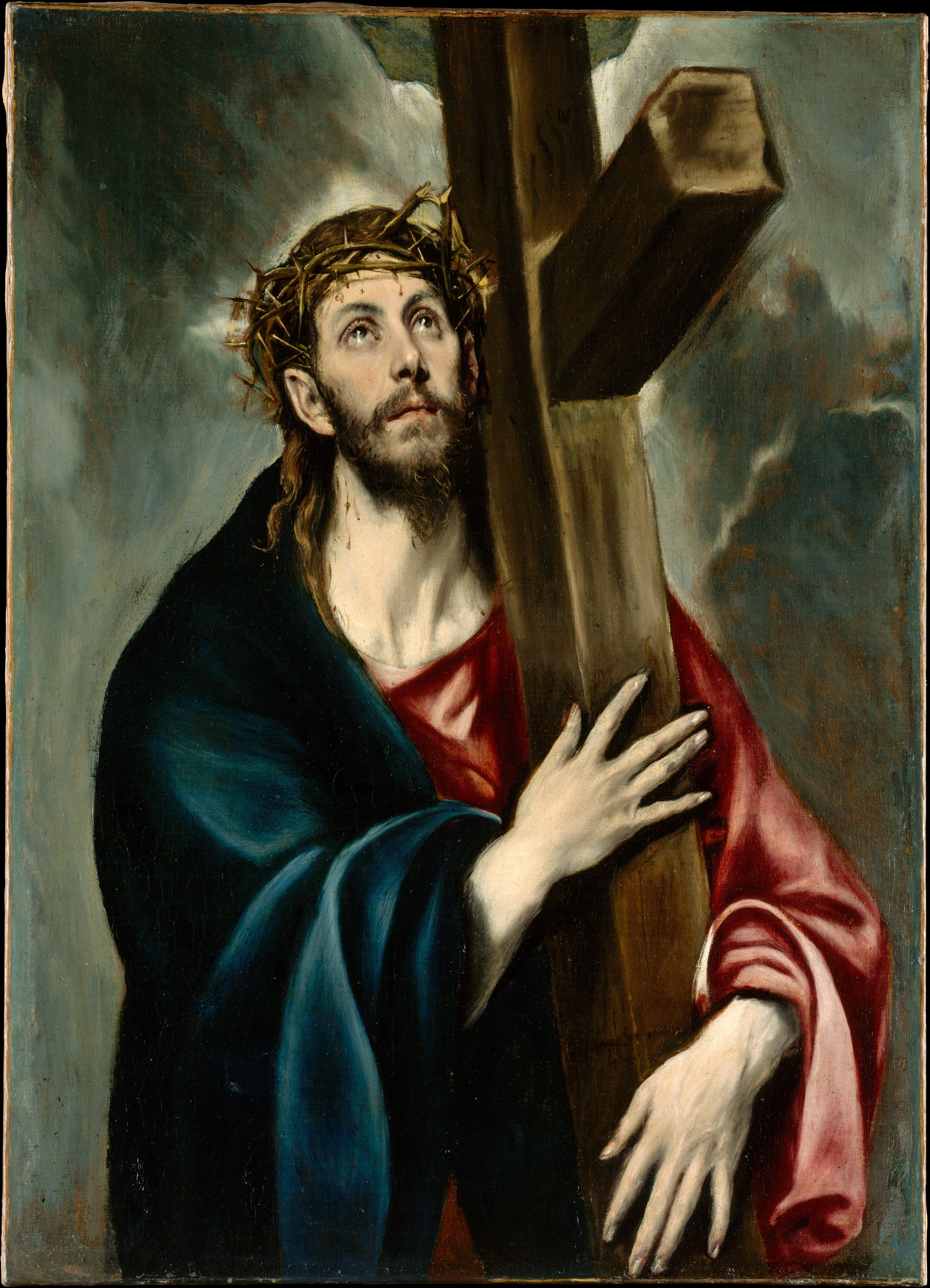
Jesús con la cruz a cuestas, de El Greco.

Jesús con la cruz a cuestas camino del Calvario (Baiulatio Crucis)

### En los Evangelios

#### Según Mateo
"Al salir, encontraron a un hombre de Cirene, llamado Simón, y le obligaron a llevar su cruz. Llegados a un lugar llamado Gólgota, esto es, «Calvario»."

#### Según Marcos
"Simón de Cirene, el padre de Alejandro y de Rufo, que volvía del campo y pasaba por allí, fue obligado a cargar con su cruz. Condujeron a Jesús al lugar del Gólgota, que quiere decir Calvario."

#### Según Lucas
"Cuando lo llevaban, echaron mano de un cierto Simón de Cirene, que venía del campo, y le cargaron la cruz para que la llevara detrás de Jesús. Le seguía una gran multitud del pueblo y mujeres que se dolían y se lamentaban por él. Jesús se volvió a ellas y les dijo: «Hijas de Jerusalén, no lloréis por mí; llorad más bien por vosotras y por vuestros hijos. Porque llegarán días en que se dirá: ¡Dichosas las estériles, las entrañas que no engendraron y los pechos que no criaron! Entonces se pondrán a decir a los montes: ¡Caed sobre nosotros! Y a las colinas: ¡Sepultadnos! Porque si hacen esto con el leño verde, ¿qué no se hará con el seco?» Llevaban además a otros dos malhechores para ejecutarlos con él."

#### Según Juan
"Tomaron, pues, a Jesús, que, cargando con su cruz, salió hacia el lugar llamado Calvario, que en hebreo se dice Gólgota."

### Según los métodos montfortianos

#### Tercer método
"Te ofrecemos, Señor Jesús, esta novena decena en honor de tu Cruz a cuestas camino del Calvario. Y te pedimos, por este misterio y por intercesión de tu Santísima Madre, paciencia en todas nuestras cruces."
Dios te salve, María, llena eres de gracia, el señor es contigo, bendita tú eres entre todas las mujeres y bendito es el fruto de tu vientre, Jesús cargado con la cruz. Santa María, madre de Dios, ruega por nosotros pecadores ahora y en la hora de nuestra muerte.
"Gracias del misterio de la Cruz a cuestas de Jesús, desciende a nuestras almas."

#### Cuarto método
- Padrenuestro: Para honrar la ilimitada omnipotencia de Dios.
- 1a. Avemaría: para honrar la presentación de Jesús al pueblo con las palabras: “¡Este es el hombre!”.
- 2a. Avemaría: Para considerar la preferencia dada a Barrabás en lugar de Jesús.
- 3a. Avemaría: Para escuchar los falsos testimonios dados en contra suya.
- 4a. Avemaría: Para escuchar la sentencia de muerte.
- 5a. Avemaría: Para considerar los transportes de amor con que Jesús abrazó y besó la cruz.
- 6a. Avemaría: Para contemplar los espantosos dolores que experimentó al cargar la cruz.
- 7a. Avemaría: Para contemplar sus caídas bajo el peso de la cruz.
- 8a. Avemaría: Para contemplar el encuentro doloroso con su Madre.
- 9a. Avemaría: Para contemplar el velo de la Verónica en el cual quedó impreso el rostro de Jesús.
- 10a. Avemaría: Para contemplar las lágrimas de su Santísima Madre y de las piadosas mujeres que le seguían al Calvario.

#### Quinto método
- Padrenuestro: El Rosario es una práctica muy excelente, pues, ha sido instituido por fines nobilísimos: la mayor gloria de Dios y la salvación de las almas.
- 1a. Avemaría: Al inscribirse en la cofradía, para fortificar admirablemente la unión que se logra con millones de hermanos y hermanas.
- 2a. Avemaría: Para recordar incesantemente los misterios de Jesús y de María.
- 3a. Avemaría: Para alabar día y noche en todo lugar del universo, lo que no puede realizar uno solo.
- 4a. Avemaría: Para agradecer al Señor por todas las gracias que nos concede a cada instante.
- 5a. Avemaría: Para pedirle perdón en todo momento de las faltas cometidas.
- 6a. Avemaría: Para fortalecer nuestra plegaria por la unión con los demás.
- 7a. Avemaría: Para ayudarnos mutuamente en la hora de la muerte, hora tan peligrosa, difícil e importante.
- 8a. Avemaría: Para que en la hora del juicio nos sintamos apoyados por tantos abogados como cofrades hay del Rosario.
- 9a. Avemaría: Para ser aliviados después de la muerte y liberados prontamente de las penas del Purgatorio mediante las misas y ofrendas ofrecidas por los difuntos.
- 10a. Avemaría: Para conformar un ejército en orden de batalla a fin de destruir el reino del demonio e implantar el de Jesucristo.

## La Crucifixión

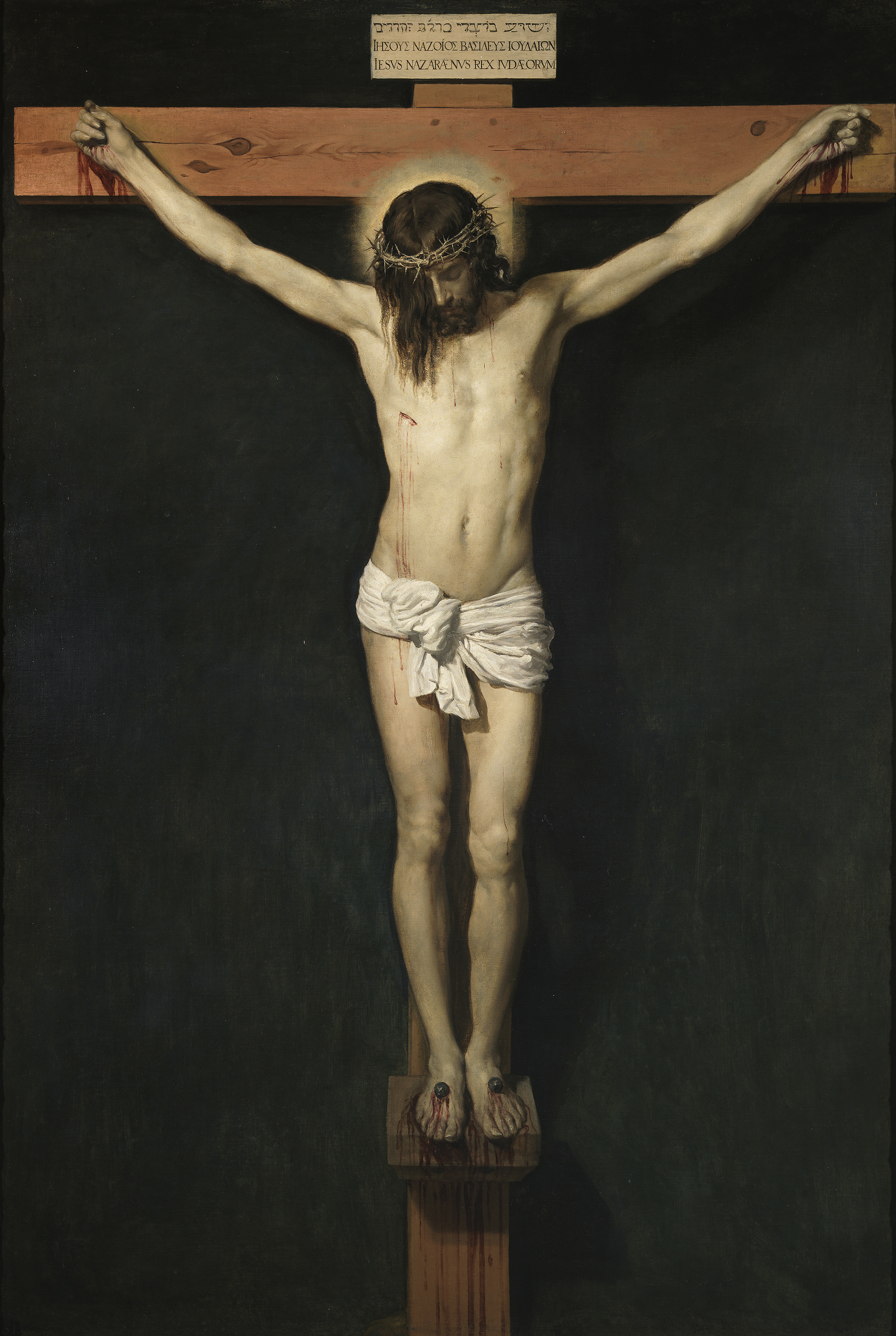
Cristo crucificado, de Diego Velázquez.

La crucifixión y muerte de Jesús (Crucifixio et mors)

### En los Evangelios

#### Según Mateo
"Sobre su cabeza pusieron, por escrito, la causa de su condena: «Éste es Jesús, el rey de los judíos.» Y al mismo tiempo que a él crucificaron a dos bandidos, uno a la derecha y otro a la izquierda.
Los que pasaban por allí le insultaban, meneando la cabeza y diciendo: «Tú que destruyes el Santuario y en tres días lo levantas, ¡sálvate a ti mismo, si eres hijo de Dios, y baja de la cruz!» Igualmente los sumos sacerdotes, junto con los escribas y los ancianos, se burlaban de él, diciendo: «A otros salvó y a sí mismo no puede salvarse. ¡Es rey de Israel!; pues que baje ahora de la cruz, y creeremos en él. Ha puesto su confianza en Dios; pues que le salve ahora, si es que de verdad le quiere. De hecho dijo: ‘Soy hijo de Dios.’» De la misma manera le injuriaban también los bandidos crucificados con él.
Desde la hora sexta hasta la hora nona, cubrió la oscuridad toda la tierra. Alrededor de la hora nona, clamó Jesús con fuerte voz: «¡Elí, Elí! ¿lemá sabactaní?», esto es: «¡Dios mío, Dios mío! ¿por qué me has abandonado?» Al oírlo, algunos de los que estaban allí decían: «Éste llama a Elías.»
Y enseguida, uno de ellos fue corriendo a tomar una esponja, la empapó en vinagre y, sujetándola a una caña, le ofreció de beber. Pero los otros dijeron: «Deja, vamos a ver si viene Elías a salvarle.» Pero Jesús, dando de nuevo un fuerte grito, exhaló el espíritu.
En esto, el velo del Santuario se rasgó en dos, de arriba abajo; tembló la tierra y las rocas se hendieron. Se abrieron los sepulcros y muchos cuerpos de santos difuntos resucitaron. Y, después de que él resucitara, salieron de los sepulcros, entraron en la Ciudad Santa y se aparecieron a muchos. Por su parte, el centurión y los que con él estaban guardando a Jesús, al ver el terremoto y lo que pasaba, se llenaron de miedo y dijeron: «Verdaderamente éste era hijo de Dios.»
Había allí muchas mujeres mirando desde lejos, aquellas que habían seguido a Jesús desde Galilea para servirle. Entre ellas estaban María Magdalena, María la madre de Santiago y de José, y la madre de los hijos de Zebedeo."

#### Según Marcos

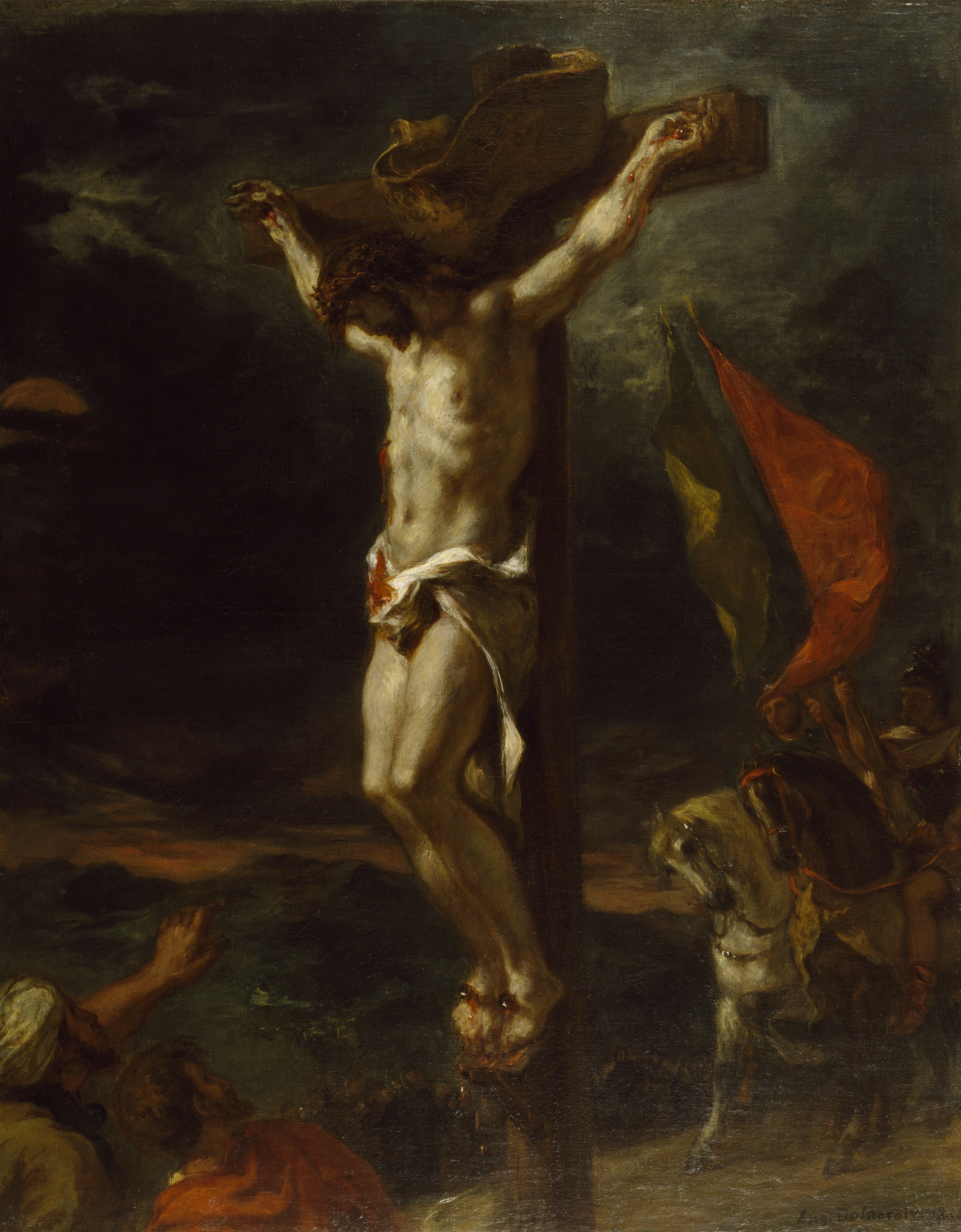
Cristo en la Cruz, de Eugène Delacroix.

"Y estaba puesta la inscripción de la causa de su condena: «El rey de los judíos.» Con él crucificaron a dos bandidos, uno a su derecha y otro a su izquierda.
Los que pasaban por allí le insultaban, meneando la cabeza y diciendo: «¡Eh, tú!, que destruyes el Santuario y lo levantas en tres días, ¡sálvate a ti mismo bajando de la cruz!» Igualmente los sumos sacerdotes se burlaban entre ellos, junto con los escribas, diciendo: «A otros salvó y a sí mismo no puede salvarse. ¡Es el Cristo, el rey de Israel!; pues que baje ahora de la cruz, para que lo veamos y creamos.» También le injuriaban los que estaban crucificados con él.
Llegada la hora sexta, la oscuridad cubrió toda la tierra hasta la hora nona. A la hora nona gritó Jesús con fuerte voz: «Eloí, Eloí, ¿lemá sabactaní?»,que quiere decir: «¡Dios mío, Dios mío! ¿Por qué me has abandonado?» Al oír esto algunos de los presentes, decían: «Mirad, llama a Elías.» Entonces uno fue corriendo a empapar una esponja en vinagre y, sujetándola a una caña, le ofreció de beber, diciendo: «Dejad, vamos a ver si viene Elías a descolgarlo.» Pero Jesús, lanzando un fuerte grito, expiró. Entonces el velo del Santuario se rasgó en dos, de arriba abajo. El centurión, que estaba frente a él, al ver que había expirado de aquella manera, dijo: «Verdaderamente este hombre era hijo de Dios.»
Había también unas mujeres mirando desde lejos, entre ellas María Magdalena, María la madre de Santiago el menor y de Joset, y Salomé, que le seguían y le servían cuando estaba en Galilea, y otras muchas que habían subido con él a Jerusalén."

#### Según Lucas
"Llegados al lugar llamado Calvario, lo crucificaron allí junto con los malhechores, uno a la derecha y otro a la izquierda. Jesús decía: «Padre, perdónalos, porque no saben lo que hacen.» Se repartieron sus vestidos, echándolos a suertes.
La gente estaba mirando. Los magistrados, por su parte, hacían muecas y decían: «Ha salvado a otros; que se salve a sí mismo si es el Cristo de Dios, el Elegido.» También los soldados se burlaban de él; se acercaban, le ofrecían vinagre y le decían: «Si tú eres el rey de los judíos, ¡sálvate!» Había encima de él una inscripción: «Éste es el rey de los judíos.»
Uno de los malhechores colgados le insultaba: «¿No eres tú el Cristo? ¡Pues sálvate a ti y a nosotros!» Pero el otro le increpó: «¿Es que no temes a Dios, tú que sufres la misma condena? Y nosotros con razón, porque nos lo hemos merecido con nuestros hechos; en cambio éste nada malo ha hecho.» Y le pedía: «Jesús, acuérdate de mí cuando vengas con tu Reino.» Jesús le contestó: «Te aseguro que hoy estarás conmigo en el Paraíso.»
Era ya cerca de la hora sexta, cuando se oscureció el sol y toda la tierra quedó en tinieblas hasta la hora nona. El velo del Santuario se rasgó por medio y Jesús, dando un fuerte grito, dijo: «Padre, en tus manos pongo mi espíritu.» Y, dicho esto, expiró.
Al ver el centurión lo sucedido, alababa a Dios diciendo: «Ciertamente este hombre era justo.» Y toda la muchedumbre que había acudido a aquel espectáculo, al ver lo que pasaba, se volvió dándose golpes de pecho.
Todos sus conocidos y las mujeres que le habían seguido desde Galilea se mantenían a distancia, mientras contemplaban todo aquello."

#### Según Juan

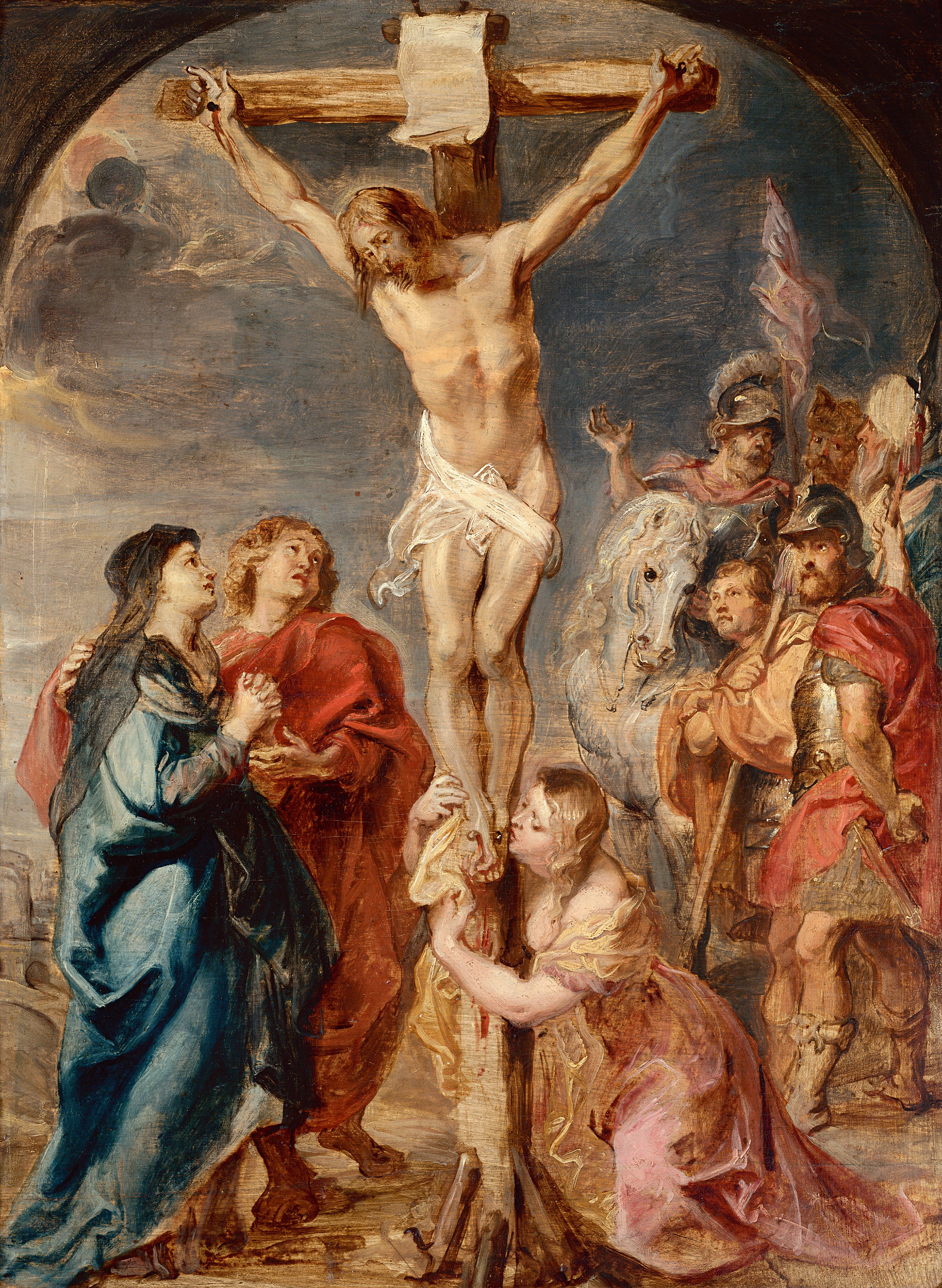
Cristo en la Cruz, de Piers Paul Rubens.

"Los soldados, después de crucificar a Jesús, tomaron sus vestidos e hicieron con ellos cuatro lotes, uno para cada soldado. Tomaron también la túnica, que no tenía costura; estaba tejida de una pieza de arriba abajo. Por eso se dijeron: «Mejor no romperla; echemos a suertes, a ver a quién le toca.» Para que se cumpliera la Escritura:
«Se han repartido mis vestidos, han echado a suertes mi túnica.»
Y esto es lo que hicieron los soldados.
Junto a la cruz de Jesús estaban su madre y la hermana de su madre, María, mujer de Clopás, y María Magdalena. Jesús, viendo a su madre y junto a ella al discípulo a quien amaba, dijo a su madre: «Mujer, ahí tienes a tu hijo.» Luego dijo al discípulo: «Ahí tienes a tu madre.» Y desde aquella hora el discípulo la acogió en su casa.
Después de esto, sabiendo Jesús que ya todo estaba cumplido, para que se cumpliera la Escritura, dijo:
«Tengo sed.»
Había allí una vasija llena de vinagre. Sujetaron a una rama de hisopo una esponja empapada en vinagre y se la acercaron a la boca. Cuando tomó Jesús el vinagre, dijo: «Todo está cumplido.» E inclinando la cabeza, entregó el espíritu."

### Según los métodos montfortianos

#### Tercer método
"Te ofrecemos, Señor Jesús, esta décima decena en honor de tu Crucifixión y Muerte ignominiosa en el Calvario. Y te pedimos, por este misterio y por intercesión de tu Santísima Madre, la conversión de los pecadores, la perseverancia de los justos y el alivio de las almas del Purgatorio."
Dios te salve, María, llena eres de gracia, el señor es contigo, bendita tú eres entre todas las mujeres y bendito es el fruto de tu vientre, Jesús crucificado. Santa María, madre de Dios, ruega por nosotros pecadores ahora y en la hora de nuestra muerte.
En esta decena se añade, antes de cada Avemaría, las siguientes invocaciones:
- Santos serafines, pidan a Dios las gracias que necesitamos.
- Santos querubines, pidan a Dios las gracias que necesitamos.
- Santos tronos, pidan a Dios las gracias que necesitamos.
- Santas dominaciones, pidan a Dios las gracias que necesitamos.
- Santas virtudes, pidan a Dios las gracias que necesitamos.
- Santas potestades, pidan a Dios las gracias que necesitamos.
- Santos principados, pidan a Dios las gracias que necesitamos.
- Santos arcángeles, pidan a Dios las gracias que necesitamos.
- Santos ángeles, pidan a Dios las gracias que necesitamos.
- Todos los santos y santas del paraíso, pidan a Dios las gracias que necesitamos.

Y se cierra al igual que en los anteriores con:
"Gracias del misterio de la Crucifixión y Muerte de Jesús, desciende a nuestras almas."

#### Cuarto método
- Padrenuestro: Para honrar la justicia terrible de Dios:
- 1a. Avemaría: Para honrar las cinco llagas de Jesucristo y la sangre que derramó desde la cruz.
- 2a. Avemaría: Para contemplar su corazón traspasado y la cruz en que fue crucificado.
- 3a. Avemaría: Para contemplar la lanza y los clavos que lo atravesaron, la esponja, la hiel y el vinagre que le dieron a beber.
- 4a. Avemaría: Para considerar la vergüenza e infamia que sufrió al ser crucificado desnudo entre los ladrones.
- 5a. Avemaría: Para honrar la compasión de su Santísima Madre.
- 6a. Avemaría: Para escuchar sus últimas palabras.
- 7a. Avemaría: Para compartir su abandono y su silencio.
- 8a. Avemaría: Para contemplar la aflicción del universo entero.
- 9a. Avemaría: Para honrar su muerte cruel e ignominiosa.
- 10a. Avemaría: Para contemplar el descendimiento y sepultura del Señor.

#### Quinto método
- Padrenuestro: El Rosario encierra un tesoro de indulgencias concedidas a porfía por los Sumos Pontífices:
- 1a. Avemaría: Indulgencia plenaria de las estaciones de Roma y de Jerusalén, comulgando en determinados días.
- 2a. Avemaría: Indulgencia plenaria al ingresar en la cofradía.
- 3a. Avemaría: Indulgencia plenaria al momento de morir.
- 4a. Avemaría: Indulgencia por el rezo del Rosario.
- 5a. Avemaría: Indulgencia plenaria para quienes hacen recitar el Rosario.
- 6a. Avemaría: Indulgencia plenaria para quienes comulguen en la Iglesia del Rosario el primer domingo de cada mes.
- 7a. Avemaría: Indulgencia por la procesión.
- 8a. Avemaría: Indulgencia para quienes hacen celebrar la Misa del Rosario.
- 9a. Avemaría: Indulgencia por ciertas obras de piedad.
- 10a. Avemaría: Indulgencia para quienes no puedan visitar la iglesia del Rosario, comulgar, ni asistir a la procesión.